# نجد حوشب (الشعر)

تعديل مصدري - تعديل

نجد حوشب هي إحدى قرى عزلة مقنع بمديرية الشعر التابعة لمحافظة إب، بلغ تعداد سكانها 279 نسمة حسب تعداد اليمن لعام 2004.